# Birgitta von Otter
Ebba Birgitta von Otter, född 7 januari 1939 i Budapest, är en svensk journalist, författare och debattör.

## Biografi
Birgitta von Otter, som föddes under sina föräldrars vistelse i Ungern, är dotter till diplomaten friherre Göran von Otter och översättaren Anne Marie, ogift Ljungdahl, samt äldre syster till Casten von Otter, Mikael von Otter (1945–2018) och Anne Sofie von Otter. 
Birgitta von Otter blev legitimerad sjukgymnast i Stockholm 1962. Hon var journalist hos Åhlén & Åkerlund 1971–1976 och Aktuellt i Politiken 1977–1979. Hon var pressekreterare hos SAP:s presstjänst 1979–1982 och informationssekreterare för sin make Kjell-Olof Feldt på finansdepartementet 1982–1988 samt politiskt sakkunnig 1989–1990. Hon övergick till att arbeta som författare och frilansskribent år 1990.
Birgitta von Otter har en huvudroll i dokumentärfilmen En svensk tiger (först visad 2018 i USA och Tyskland) som utgår från ett möte 1942 mellan hennes far Göran von Otter och SS-mannen Kurt Gerstein, och problematiserar utebliven eller försenad rapportering om Förintelsen under andra världskriget.

### Familj
Åren 1962–1970 var hon gift med kanslirådet Gunnar Hörstadius, som är son till Ejnar Hörstadius. De fick tillsammans en dotter och två söner, däribland Erik Hörstadius. Andra gången gifte hon sig 1970 med politikern Kjell-Olof Feldt. De var gifta fram till hans död 2025.